# 化学及血清療法研究所
一般財団法人 化学及血清療法研究所（かがくおよびけっせいりょうほうけんきゅうしょ、The Chemo-Sero-Therapeutic Research Institute）は、熊本県熊本市中央区に本所を置く一般財団法人である。かつてはワクチンを主力事業とする製薬メーカーであった。通称は化血研（かけつけん）。
2016年（平成28年）1月時点で、人体用ワクチンの国内製造6社、人体用血液製剤の国内製3社の一角を占めていた。
日本での製造シェアは2015年（平成27年）時点で、A型肝炎ワクチンが100%、B型肝炎ワクチンが約80%、日本脳炎ワクチンが約40%、インフルエンザワクチンが約30%であった。
また、2016年（平成28年）11月時点で、動物用ワクチンの国内製造大手3社でもあった。

## 概要
設立は1945年（昭和20年）12月26日。
現在は研究機関への研究支援等の公益事業を行っている。
かつては各種ヒト用ワクチンや血液製剤の他、抗がん剤、動物用ワクチンの生産・販売を行っていたが現在は事業をKMバイオロジクスに譲渡し製薬事業から撤退している。また、熊本・福岡・佐賀の3県・3政令指定都市から新生児マススクリーニング検査を受託していた。
各種ヒト用ワクチンで遅くとも1974年（昭和49年）ごろから、製造時に添加剤の量の変更や国の承認書にないヘパリンの添加を行ったり、加熱方法を変更するなど、本来の製造方法の一部変更の承認手続きを踏むことなく、血漿製剤を承認書と異なる方法で違法に製造し始めた。
こうした法令違反の発覚を避けるために、1997年（平成9年）ごろから、製造記録を実際のものと査察用に分けるなど組織的な隠蔽工作を続け、2015年（平成27年）時点では、製造していた血液製剤全12製品で31の工程での不正が行われるようになっていた。
2015年（平成27年）5月のゴールデンウィーク明けに、匿名の内部告発文書が厚生労働省へ届き、詳細な不法行為が書かれていた事により不正が発覚し、同月に厚生労働省が事前通告なしに立ち入り調査を行ったことを皮切りに、同年12月までに3回の立ち入り調査を行って、不正の証拠を確認した。
この不正に関連して、2015年（平成27年）9月に厚生労働省から、ワクチンなどについて出荷しないよう求められ出荷を自粛したが、A型肝炎ワクチンが100%、B型肝炎ワクチンが80%、日本脳炎ワクチンが40%、インフルエンザワクチンが約30%などという国内シェア率の高さから、同年末には一部医療機関でワクチン不足により、予防接種が停止する混乱が生じた。翌年2016年（平成28年）1月29日に安全性が確認されたとして、厚生労働省から出荷自粛の要請を解除され、混乱は解消した。
2015年（平成27年）12月14日に厚生労働省から製品の質や安全性の確保について行政指導を、2016年（平成28年）1月8日には、厚生労働省から医薬品医療機器法に基づき全35製品のうち8製品を対象とする110日間の業務停止命令を受け、同年1月18日から5月6日まで製造・販売を停止した。
さらに、2016年（平成28年）1月21日には、日本製薬工業協会から除名処分も受けた。
また、この不正を受けて2016年（平成28年）1月19日付で、厚生労働省が全国の医薬品メーカー約1200社に対して、国に承認された方法通りの製造方法が守られているかどうか、製造部門以外の担当者による自主点検を求める通知も出されることになった。
この処分の際に、厚生労働大臣塩崎恭久は「本来は医薬品製造販売業の許可の取り消し処分とすべき事案。化血研という組織のままで製造販売を再開することはない」として、事業譲渡も含めた組織の見直しを求めたことから、2016年（平成28年）4月7日にアステラス製薬へワクチンや血液製剤の製造事業を譲渡する交渉に入った。
しかし、同年9月5日に「交渉先が厚労省に指定され譲渡価格などで公正な交渉ができない」などとして、事業譲渡の断念と自社での存続を厚生労働省へ表明し、同年10月19日にアステラス製薬も事業譲渡の協議を白紙撤回した。
また、動物用ワクチンでも、遅くとも1985年（昭和60年）ごろから、加熱処理をしないなど承認書と異なる方法で違法に製造し始め、2015年（平成27年）2月に同様の不法行為が見つかったことが農林水産省へ報告されて発覚し、同年12月9日に立ち入り調査を行ったことで不正の証拠を確認され、2016年（平成28年）1月19日に農林水産省から医薬品医療機器法に基づき、動物用ワクチンや診断薬全44製品のうち34製品を対象とする1月26日から2月24日まで30日間の業務停止命令を受けた。
1990年代の薬害エイズ事件では被告となった。
2016年（平成28年）4月に発生した熊本地震 (2016年)により、製造設備が甚大な被害を受け、全製品の製造が停止する被害が出た。
2018年7月2日、明治ホールディングス・熊本県企業グループ7社・熊本県庁が出資する「KMバイオロジクス」に製薬事業などの主要事業を譲渡した。化血研はKMバイオロジクスの運営に関与しないとしたため、化血研は製薬事業・新生児マススクリーニング事業より撤退した。化血研は研究機関への研究支援等の公益事業に専念となった。現在「KMバイオロジクス」は、明治ホールディングスの連結子会社となっている。

### 製薬事業譲渡前の組織概要
- 主な事業：ワクチン・血漿分画製剤など生物学的医薬品の研究・開発・製造・供給、新生児マススクリーニング検査受託
- 主な製品：血漿分画製剤（ベニロン、ボルヒール等）、人体用ワクチン（インフルエンザ、日本脳炎、DPT、A型肝炎、B型肝炎等）、動物用ワクチン（狂犬病、オイルバックス、ART2等）
- 本所：熊本県熊本市北区大窪一丁目6番1号。菊池研究所、阿蘇支所、東京事務所、東京・大阪・福岡営業所、長崎出張所のほか、菊池研究所（菊池郡旭志村）内に、日本最大規模の遺伝子組み換えアルブミンの製剤工場[21]。
- 売上高457億9,085万9千円（2016年3月期）

## 沿革
- 1945年（昭和20年）12月26日 - 熊本医科大学教授・医学博士の太田原豊一の首唱により、戦前熊本医科大学にワクチン、抗血清、診断抗原等の製造及び供与を目的に設置されていた実験医学研究所を母体として、熊本市米屋町にて設立された[広報 2]。
- 1950年（昭和25年） - 動物用医薬品（狂犬病予防ワクチン）の製造を開始[広報 2]。
- 1953年（昭和28年） - 血液センターを開設し九州各地で血液銀行の運営を始める[広報 2]。
- 1959年（昭和34年） - 化血研衛生検査技師養成所（現・熊本保健科学大学）創設。
- 1966年（昭和41年） - 血漿分画製剤の製造を開始。
- 1974年（昭和49年）ごろ - 血漿製剤の不正製造を開始[3]。
- 1985年（昭和60年）ごろ - 動物用ワクチンの不正製造を開始[19]。
- 1989年（平成元年）5月 - 主に1980年代に非加熱の血液凝固因子製剤を使用したことにより、多数のHIV及び、エイズ感染者が生じた薬害エイズ事件において大阪地方裁判所、同年10月に東京地方裁判所で民事訴訟を提訴された。
- 1996年（平成8年）3月 - 薬害エイズ裁判の和解が成立。血友病患者との和解に当たって「安全な医薬品を供給する義務を深く自覚する」と誓約した。
- 2000年（平成12年） - 内野矜自（熊本商科大卒、1958年入所）が代表就任[22]。
- 2004年（平成16年） - 船津昭信（熊本大卒、1969年入所）が代表就任[23]。
- 2010年（平成22年）4月 - 公益法人制度改革に伴い一般財団法人に移行[広報 2]。
- 2012年（平成24年） - 宮本誠二（京都大卒、1975年入所）が代表就任[24][25]。
- 2013年（平成25年） - 細胞培養型ワクチン製造新工場完成（化血研は国が選んだ細胞培養法によるワクチン製造を担う3社の内の1社）[26]。売上高が初めて400億円を超える[27]。
- 2014年（平成26年） - 日本初の血友病抗体止血治療用製剤の製造販売承認を取得[28]。
- 2015年（平成27年）
  - 5月28日 - 及び同月29日に医薬品医療機器総合機構によって行われた立入調査で化血研が製造販売する国内献血由来の血液製剤のすべてが承認書と異なる製造方法により製造されていることが判明した。匿名の内部告発により判明し、国が承認していない方法で製造を始めたのは1974年からで、製造記録を2通作り、紙を古く見せるために紫外線を当てることまでしていたため、第三者委員会は「常軌を逸した隠蔽」と指摘している[29]。
  - 6月5日 - 厚生労働省は化血研が製造販売する血漿分画製剤のうち12製品26品目について出荷を差し止めるとともに、承認内容の一部変更申請等必要な対応を行うよう指導した[広報 2]。
  - 9月 - 厚生労働省から求めに応じてワクチン出荷の自粛を開始[9]。
  - 12月2日 - 血漿分画製剤を長年にわたり承認書と異なる製法を行ったことが発覚し、不正の発覚を逃れるため、組織ぐるみで偽造書類を作成するなどの悪質な隠蔽工作を繰り返していたことにより、役員全員が辞任、辞職した[30]。
  - 同月 - 猛毒のボツリヌス毒素を公安委員会に無届けで運搬していたことが判明し、立ち入り検査となった。
- 2016年（平成28年）
  - 1月6日 - 安全性が確認されたとして厚生労働省から血液製剤「献血グロブリン」出荷自粛の要請を解除される[31]。
  - 1月8日 - 承認外の方法で血液製剤を製造した問題で、厚生労働省から110日間（1月18日〜5月6日）の第一種医薬品製造販売業及び医薬品製造業を対象とする業務停止命令を受ける[11]（過去最も長い記録であったソリブジン事件の105日を超える最長の行政処分。ただし一部の血液製剤とワクチンは除外された）[広報 5]。
  - 1月19日 - 承認外の方法で動物用医薬品を製造した問題で、農林水産省は30日間（1月26日〜2月24日）の狂犬病予防ワクチンを含む動物用医薬品34種類を製造・販売停止の対象とする業務停止命令を出した（ただし、代替品がなく品不足を招くと懸念される10種類は除いた）[19][32]。
  - 1月21日 - 日本製薬工業協会からの除名の処分を受ける[14][広報 6]。
  - 1月29日 - 安全性が確認されたとして、厚生労働省からワクチン出荷自粛の要請を解除される[9]。
  - 2月 - 医薬品医療機器総合機構（PMDA）に問題点の解消を終えたと報告した[33]。
  - 4月14日・16日 - 熊本地震 (2016年)により、生産設備・機械等に甚大な被害が発生した。前述の被災により、当面の操業再開について目途はたっていない[広報 4]。
  - 4月23日 - 化血研が薬害エイズ訴訟の原告に対して謝罪。
  - 5月6日 - 行政処分期間が終了[13][広報 7]。
  - 8月 - 不祥事が明るみに出た後も、不正製造はその後も行われており、日本脳炎ワクチン『エンセバック』の製造工程の一部で承認書に書かれている原材料の処理を行っていないことが判明し、翌月の立ち入り検査で違反行為を確認。
  - 10月4日 - 厚生労働省は、日本脳炎ワクチン『エンセバック』で新たな不正製造が見つかったと発表し、原因究明と製造販売する全品目を再調査するよう行政処分を行った[33]。化血研が2週間以内に提出する弁明書を踏まえ、業務改善命令を出す予定[33]。厚労省は化血研に対し「このような事態が続く場合には、医薬品製造販売業許可の取り消し処分に進展する可能性がある」と伝えた[33]。
  - 10月18日 - 「製造方法は承認された内容の通りであることを確認致した」とする弁明書を提出した[広報 8]。行政処分の通知に対し、製薬企業が争う姿勢を示すのは極めて異例。化血研側の弁護士は、「業務改善命令を受けることはないと信じている」と話した[34]。
  - 10月19日 - アステラス製薬が、化血研の事業譲渡について交渉打ち切り。
- 2018年（平成30年）
  - 3月13日 - 明治グループと熊本県内の複数の企業、及び熊本県の出資する新会社KMバイオロジクスに、ワクチン製造事業・新生児マススクリーニング事業を譲渡することで最終合意。化血研は、研究助成等の公益事業のみを行う一般財団法人として存続する[35]。
  - 7月2日 - KMバイオロジクスへ主要事業を譲渡し、事務所を移転。

## 不正製造・出荷停止問題

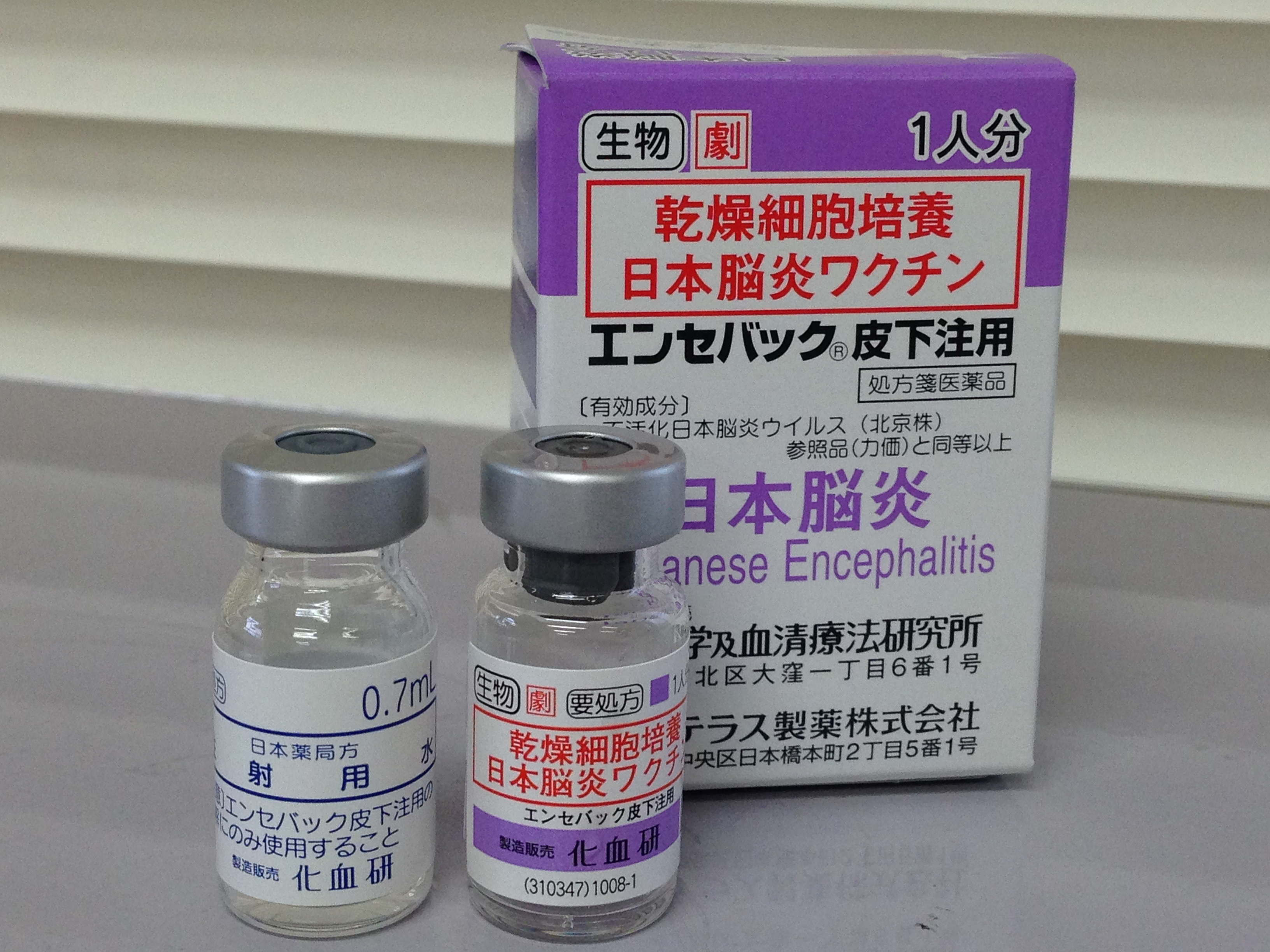
エンセバック

2015年6月に、化血研が製造販売する複数の血液製剤とワクチンが、承認内容と異なる製造方法により製造されていることが判明したため、血液製剤および既に国家検定も終了していたワクチンについても、厚生労働省は同年9月までの出荷停止を要請した。
対象と成ったのは血液製剤12種類、ワクチン10種類、その他7種類で、主なものは以下の通り。（　）内は日本での市場占有率。
- 献血グロブリン
- 献血アルブミン
- ヒスタミン加人免疫グロブリン - 「ヒスタグロビン皮下注用」
  - 2016年2月26日・出荷再開
- 季節性インフルエンザワクチン - 「インフルエンザHAワクチン“化血研”」（29%）
  - 9月18日・出荷自粛要請、10月21日・解除
- 四種混合ワクチン - 「クアトロバック皮下注シリンジ」（64.2%）
  - 11月26日・出荷自粛要請解除
- 日本脳炎ワクチン - 「エンセバック」（36.2%）
  - 2016年2月26日・出荷再開
- A型肝炎ワクチン - 「エイムゲン」（100%）
  - 2016年1月29日・出荷再開
- B型肝炎ワクチン - 「ビームゲン」（79.9%）
  - 2016年1月29日・出荷再開

2016年1月4日現在の上記を含む出荷状況が発表されている。

## ワクチン製造事業等譲渡後の化血研
2018年7月の製薬事業・新生児マススクリーニング事業譲渡後、化血研の主な事業は以下の通りとなる。
- 健康管理支援事業の実施
- 医療技術者を養成する取り組みへの協力支援
- 阿蘇シンポジウムなどの学術集会の開催・後援
- 大学・研究機関の後援
- 医療機関への協力、支援
- 地球環境保全に関連する取り組み
- 研究助成
- 顕著な業績を挙げた研究者への顕彰
- 印刷物の刊行
- 生物学的製剤などに関する研究・調査

など。
KMバイオロジクスへの事業譲渡後、主に生物学的製剤に関する大学・医療機関への研究助成など公益事業を中心に展開する。

#### 広報資料・プレスリリースなど一次資料
1. 1 2 3  “法人概要”. 一般財団法人化学及血清療法研究所 2021年12月12日閲覧。
2. 1 2 3 4 5 6  “一般財団法人化学及血清療法研究所第三者委員会調査結果報告書（全体版）” (PDF).   一般財団法人化学及血清療法研究所第三者委員会 (2015年11月25日). 2015年12月25日閲覧。
3. ↑  “事業所・関連法人”.   一般財団法人化学及血清療法研究所. 2015年12月2日閲覧。
4. 1 2  「平成28年熊本地震による影響について（第２報）」 - 一般財団法人化学及血清療法研究所　(2016年4月21日、2016年5月12日閲覧)
5. ↑  “医薬品医療機器法違反にかかる行政処分について” (PDF).   一般財団法人化学及血清療法研究所 (2016年1月8日). 2016年1月19日閲覧。
6. ↑  “日本製薬工業協会からの除名の処分について” (PDF).   化血研 (2016年1月21日). 2016年10月21日閲覧。
7. ↑  「今後の弊所の運営体制等について」- 一般財団法人化学及血清療法研究所　(2016年5月6日、2016年5月12日閲覧)
8. ↑  “厚生労働省の報告命令等に対する対応について”.   化血研 (2016年10月18日). 2016年10月21日閲覧。
9. ↑  “化血研からの出荷状況” (PDF).   化血研 (2016年1月4日). 2016年1月19日閲覧。